# Sestra v akci
Sestra v akci (orig. Sister Act) je americká filmová komedie z roku 1992. Hlavní roli zpěvačky z nevadského Rena, která předstírá, že je jeptiška, protože její mafiánský milenec ji chce nechat zabít, ztvárnila Whoopi Goldbergová.

## Děj
Film začíná na katolické základní škole v roce 1968, kde se mladá dívka vzpírá katolické výchově a je svou učitelkou, řádovou sestrou, varována, aby neskončila špatně.
Dívka je Deloris Van Cartierová, zpěvačka z Rena v Nevadě a milenka mafiánského bosse Vince LaRoccy. Deloris si nevšímá jeho zločinů, ale jednoho dne je svědkyní jedné vraždy, rozhodne se utéct, Vince udá na policii a aby byla před svým milencem uchráněna je ukryta do katolického ženského kláštera v San Franciscu.
Tam je nucena nosit hábit a přijme jméno „sestra Marie Clarence“. Zdejší matka představená není moc nadšená, že sem Deloris přišla, ale její prohřešky toleruje, protože řád za její ochranu dostane peníze. Zpěvačce se nelíbí strohý řádový život, a tak ji matka představená pošle do klášterního sboru. Deloris se chopí vedení do té doby nevýrazného a rozladěného sboru a dostává se tak do svého živlu. Převleče staré písně do nového kabátu a sbor se rázem stává modernějším, pozmění náboženské písně, ale také převede do církevního prostředí soulové písně, které s náboženstvím původně neměly nic společného. Ačkoli proti tomu protestuje matka představená, vyvede Deloris ostatní sestry i mimo klášter, kde pomáhají v ulicích města s uklízením. Její činnost získá tolik pozornosti, že se do San Francisca přijede podívat i papež Jan Pavel II.
Deloris je ale unesena Vinceovými kumpány zpět do Rena. Když se ostatní sestry dozvědí, kdo jejich kamarádka skutečně je, vydají se jí na pomoc. Mezitím, když chce Vince s kumpány Deloris zabít, převlečená sestra zůstane klidná, díky čemuž se Vince s poskoky začnou hádat, dokonce si myslí, že se skutečně stala jeptiškou, a jí se tak podaří utéct. Vince je zatčen, sestry a Deloris se vrátí do San Francisca na koncert pro papeže. Deloris se pak ale vrátí ke své kariéře.

## Postavy
- Deloris Van Cartierová/sestra Marie Clarence (Whoopi Goldbergová)
- matka představená (Maggie Smithová)
- sestra Marie Patrick (Kathy Najimy)
- sestra Marie Robert (Wendy Makkena)
- sestra Marie Lazara (Mary Wickesová)
- sestra Alma (Rose Parenti)
- Vince LaRocca (Harvey Keitel)
- por. Eddie Souther (Bill Nunn)
- Monsignor O'Hara (Joseph Maher)
- Joey (Robert Miranda)
- Willy (Richard Portnow)
- Jan Pavel II. (Eugene Greytak)